# Marked Woman
Marked Woman is een film uit 1937 onder regie van Lloyd Bacon.
In Nederland werd de film niet toegelaten, omdat "de meisjes in het cabaret werden geëxploiteerd" en het een "onderwereldfilm" is. Ook bij de herkeuring werd de film geweigerd.
De film werd in de Verenigde Staten een enorm succes en werd een van Davis' belangrijkste films uit de jaren 30. Echter, hiervoor kreeg actrice Bette Davis problemen met de studio, omdat ze de kwaliteit van haar scripts niet goed genoeg vond. Ze bracht dit zelfs mee naar de rechtbank. Hoewel ze verloor, kwamen er wel veranderingen. Dit was de eerste film na de rechtszaak en ook de eerste film in jaren die een succes werd. De baas van de studio, Jack Warner, was naderhand ook blij met haar ophef, omdat het publiek massaal op haar films afkwam.
Humphrey Bogart ontmoette collega Mayo Methot op de set. Ze werden verliefd en trouwden, nadat Bogart was gescheiden van zijn tweede vrouw, Mary Philips.
Davis werd genomineerd voor Beste Actrice bij de Venice Film Festival en won de prijs. Ook Lloyd Bacon werd genomineerd.

## Verhaal

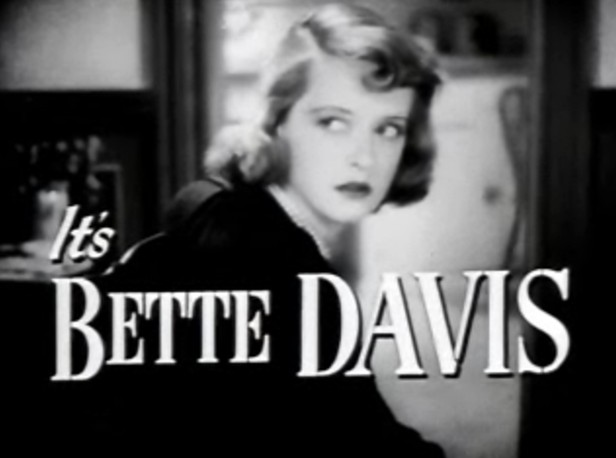
Bette Davis in Marked Woman

De film speelt zich af in de onderwereld van Manhattan en vertelt het verhaal van een prostituee die voor zichzelf op durft te komen tegen een van de gevaarlijkste en machtigste gangsters van de stad.
Na een korte ontmoeting met hem, raakt Mary bevriend met een jonge man. De man lucht zijn hart bij haar en vertelt dat hij schulden heeft en dat hij te veel weg heeft gegokt en dit niet kan terugbetalen. De man neemt het echter niet geheel serieus dat de gevolgen fataal kunnen zijn, maar Mary waarschuwt hem. Ze is gechoqueerd, maar niet geheel verbaasd, als ze niet veel later ontdekt dat hij vermoord is.
Ze wordt ondervraagd door inspecteur Graham, maar ze weigert mee te werken, wat Graham niet bevalt. Hij heeft echter veel invloed op haar, ondanks het feit dat ze hem verafschuwt. Wanneer haar jongere zus Betty wordt vermoord door een gangster, wil ze gerechtigheid en besluit ze te getuigen tegen de gangster. Dit kan fatale gevolgen hebben, maar Mary is vastberaden.

## Rolverdeling
| Acteur            | Personage              |
| ----------------- | ---------------------- |
| Bette Davis       | Mary Dwight Strauber   |
| Humphrey Bogart   | David Graham           |
| Lola Lane         | Dorothy 'Gabby' Marvin |
| Isabel Jewell     | Emmy Lou Eagan         |
| Eduardo Ciannelli | Johnny Vanning         |
| Rosalind Marquis  | Florrie Liggett        |
| Mayo Methot       | Estelle Porter         |
| Jane Bryan        | Betty Strauber         |
| Allen Jenkins     | Louie                  |
| John Litel        | Gordon                 |